# Holzkirche Hl. Sava (Kolare)

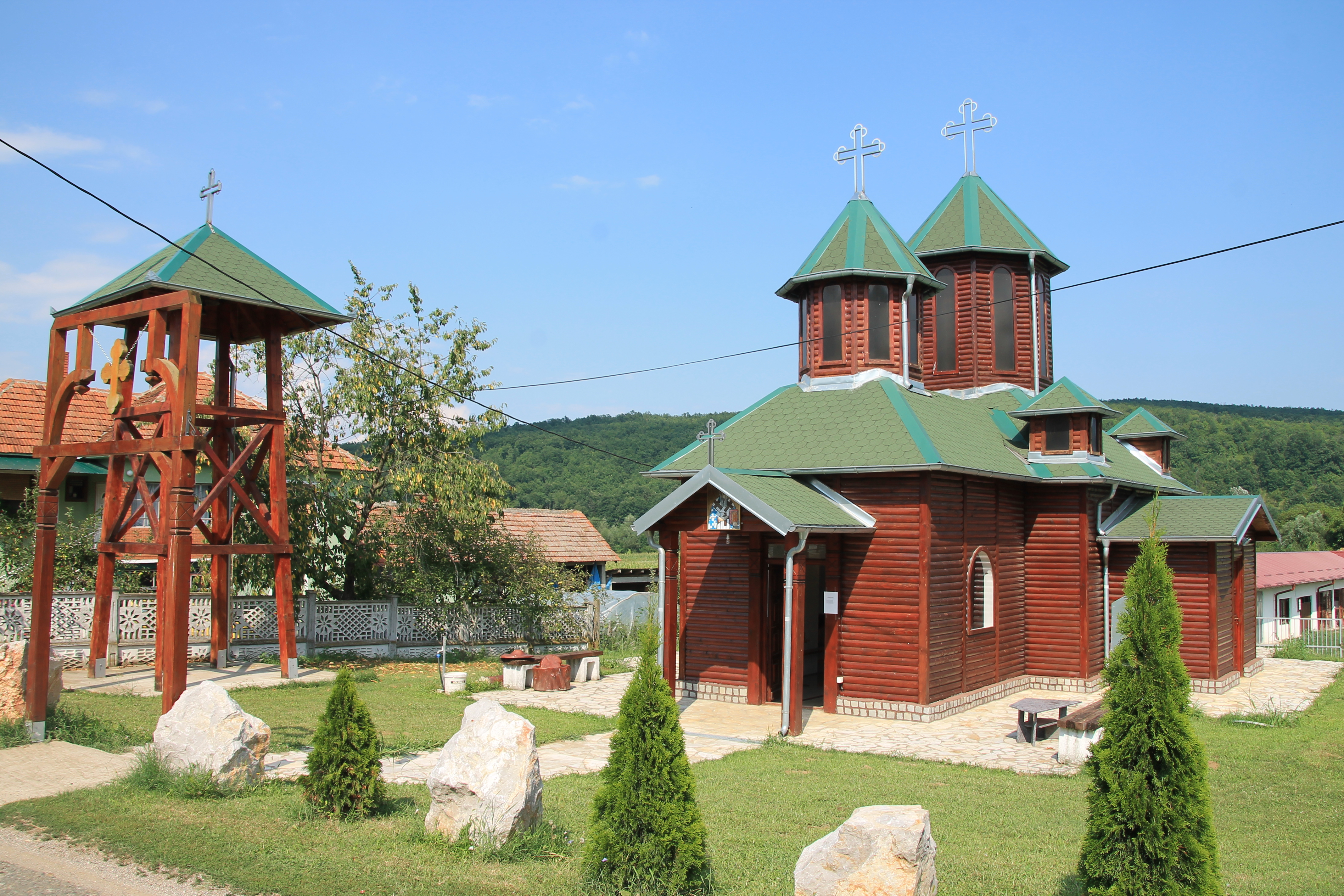
Die Holzkirche Hl. Sava in Kolare

Die Holzkirche Hl. Sava (serbisch: Црква брвнара Светог Саве, Crkva brvnara Svetog Save) ist eine Serbisch-orthodoxe Holzkirche im Dorf Kolare in der Stadt Jagodina im zentralen Serbien.
Die von 2014 bis 2016 erbaute Filialkirche ist dem Hl. Sava von Serbien, dem Begründer der Serbisch-orthodoxen Kirche und Nationalheiligen, geweiht und gehört zur Pfarrei Dragocvet im Dekanat Belič der Eparchie Šumadija der Serbisch-Orthodoxen Kirche.

## Lage
Die Kirche steht am Ortseingang von Kolare nahe der Straße, die die Stadt Jagodina mit dem Ort Rekovac verbindet. Kolare liegt südlich von Jagodina am Fluss Lugomir und hat circa 590 Einwohner. Die Stadt Jagodina gehört zum Okrug Pomoravlje in der Region Šumadija in Zentralserbien.
Im umzäunten Kirchhof steht neben der Kirche Hl. Sava, auch ein hölzerner Glockenturm mit einer Kirchglocke und ein Objekt zum Kerzen anzünden.

## Geschichte

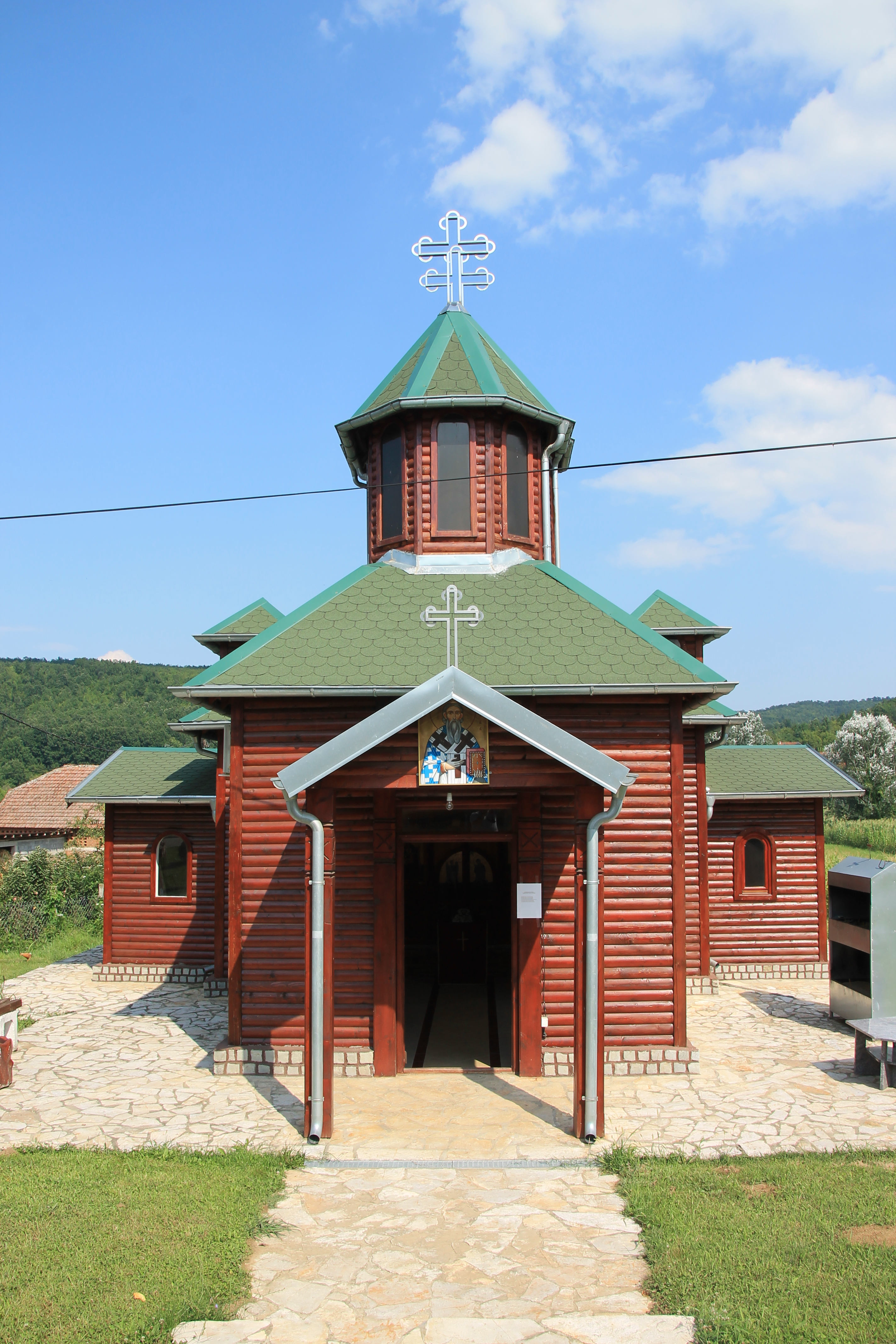
Die Westfassade der Kirche mit dem Haupteingang

Die Idee zum Bau einer Kirche im Dorf Kolare stammte bereits, aus den 1990er Jahren. Im Jahre 2014 wurde mit dem Segen des derzeitigen Bischofs der Eparchie Šumadija, Jovan, in der Amtszeit des damaligen Pfarrpriester der Pfarrei Dragocvet, Aleksandar Gajić,  mit dem Bau der Kirche begonnen. Im gleichen Jahre weihte und segnete Bischof Jovan die Kirchenfundamente, Kirchenkreuze und die Kirchenglocke ein. Im Jahre 2016 waren die Bauarbeiten an der Kirche beendet.
Und am 1. Juni 2017, dem Feiertag des Hl. Priestermärtyrer Patrikije, wurde die Kirche Hl. Sava von Bischof, Jovan, unter dem Dasein von vielen Gläubigen feierlich eingeweiht. Während der feierlichen Einweihung der Kirche wurde in den Kirchenaltar, ein kleiner Teil der Reliquien, des Hl.  Großmärtyrer Zar Lazar eingelegt. Während der Kircheneinweihung und der darauffolgenden Hl. Liturgie sang der Kirchenchor Srpski Pravoslavni Pojci aus der serbischen Hauptstadt Belgrad.
Dem Bischof assistierten bei der Einweihung folgende Geistliche: Erzpriester Radosav Stanković (pensionierter Priester aus Jagodina), Erzpriester Pavle Kandić aus der Eparchie Vranje in Südserbien, die Priester der alten Kirche Hl. Erzengel Michael in Jagodina Erzpriester Aleksandar Gajić (ehemaliger Pfarreipriester der Pfarrei Dragocvet) und Dejan Đorđević, Erzpriester Nebojša Mladenović (Dekanatsbeauftragter des Dekanats Belič) und Bojan Dimitrijević, Pfarreipriester der Pfarrei Maršić der Stadt Kragujevac.
Auch wurden die Kinder eines der Hauptktitoren der Kirche am gleichen Tag in der Kirche vom Bischof getauft. Hauptktitoren der Kirche sind: Žarko Jovanović, Veljko Vulić und Nenad Milošević alle aus dem Dorf Kolare und Vladan Radovanović aus Jagodina.
Derzeitiger Pfarreipriester der Pfarrei Dragocvet ist Srđan Kandić.

## Architektur

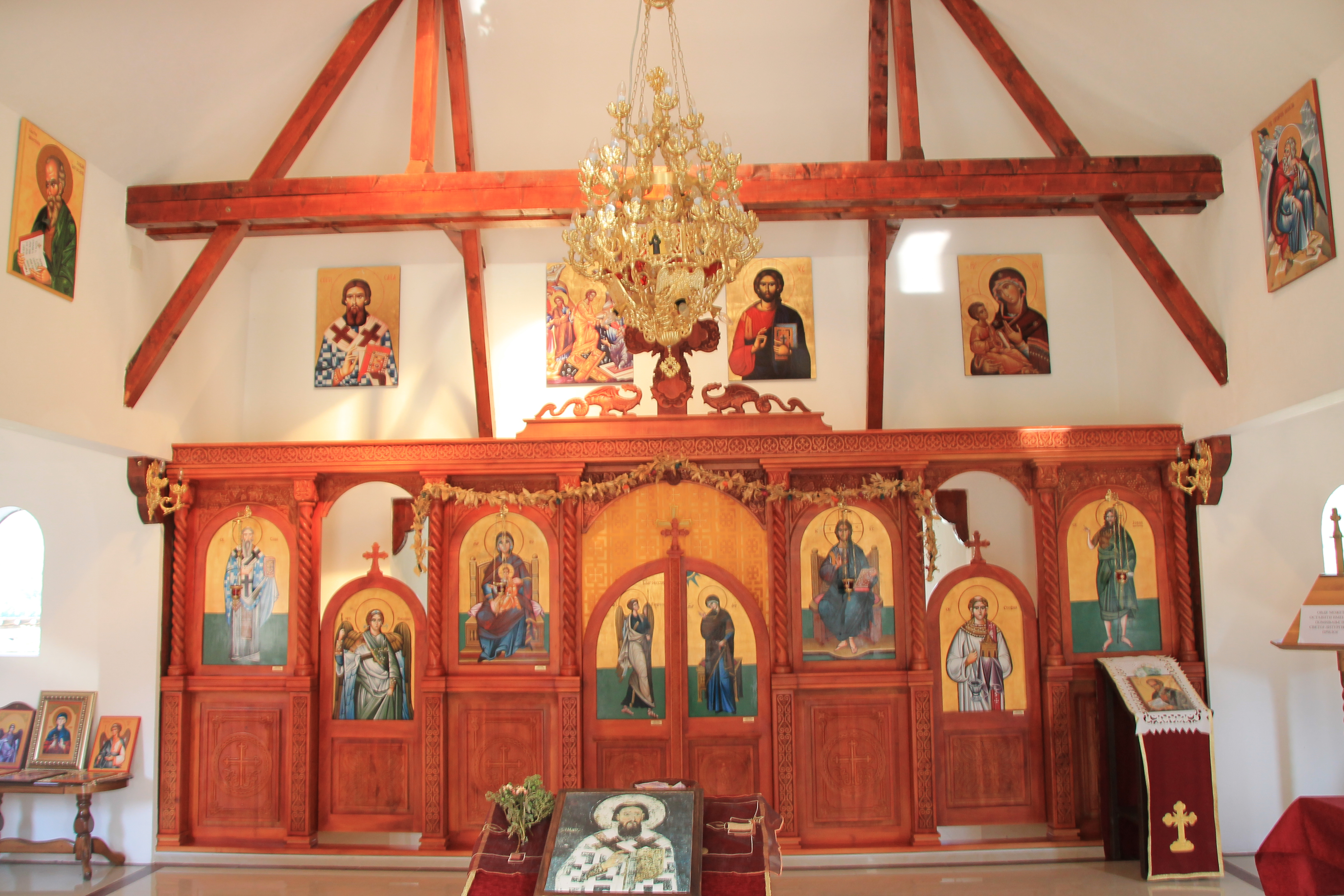
Die Ikonostase der Kirche Hl. Sava

Die Kirche Hl. Sava ist aus Holz errichtet worden. Die Kreuzkuppelkirche besitzt eine Altar-Apsis an der Ostseite, eine zentrale Kuppel in der Kirchenschiffmitte über der Kreuzung der Seitenarme der Kirche und eine kleine zweite Kuppel mitsamt Eingangsportal an der Westseite. An allen vier Eckpunkten der Kirche stehen zudem noch vier weitere kleine Türmchen ohne Kreuze. Auffällig sind die spitz zulaufenden Dächer an den Kuppeln und die dunkelgrüne Farbe des Daches.
Die Kirche besitzt drei und der Glockenturm ein Kirchenkreuz. Eingänge in die Kirche befinden sich an der West-, Nord- und Südseite der Kirche. Über dem Westeingang befindet sich eine Patronatsikone des Hl. Sava.
Im Inneren ist die Kirche bisher nicht mit Fresken bemalt worden. Sie besitzt typisch für orthodoxe Kirchen, eine hölzerne Ikonostase mitsamt in der traditionellen byzantinischen Manier gemalten Ikonen.

## Belege
- Artikel über die Kircheinweihung auf der Seite der Serbisch-orthodoxen Kirche, (serbisch)
- Artikel über die Kircheinweihung auf der Seite der Eparchie Šumadija, (serbisch)
- Informationen über die Pfarrei Dragocvet auf der Seite des Dekanats Belič, (serbisch)
- Artikel über die Kircheinweihung in der Kirchenzeitung der Eparchie Šumadija Kalenić auf Seite 22, (serbisch)